# Eckart Diesch
Eckart Diesch (ur. 1 maja 1954 we Friedrichshafen) – niemiecki żeglarz, olimpijczyk, wraz z bratem Jörgiem na igrzyskach w 1976 roku zdobyli złoty medal w klasie Latający Holender. Z wykształcenia stomatolog.

## Życiorys

### Rodzina
Bracia Diesch pochodzą z rodziny żeglarzy. Ich ojciec Bruno Diesch był mistrzem Europy w Schärenkreuzer .Ich kuzynem był też Albert Batzill, który został mistrzem świata w 1978 (wraz z bratem Rudolfem Batzillem) i zakwalifikował się do igrzysk Olimpijskich w 1988 roku.

### Sukcesy

#### Mistrzostwa Niemiec
Bracia Diesch zostali mistrzami Niemiec w 1975, 1976, 1977 i 1980 roku.

#### Mistrzostwa Świata i Europy
Odnosił sukcesy razem ze swoim bratem Jörgem już jako nastolatek i junior. W 1968 i 1969 roku obaj wygrali Młodzieżowe Mistrzostwa Niemiec. W 1972 roku zostali mistrzami świata w klasie Shark 24, a później w Fireball w Kingston. Po przekwalifikowaniu się na klasę Latający Holender w 1974 r. obaj wygrali brąz na Mistrzostwach Europy, a rok później brąz na Mistrzostwach Świata.

### Igrzyska olimpijskie
Zdobył złoty medal w klasie Latającego Holendra z Jörgiem na Letnich Igrzyskach Olimpijskich 1976 w Montrealu.
W 1980 r. zostali zakwalifikowani do Igrzysk Olimpijskich w Moskwie, ale nie mogli uczestniczyć z powodu olimpijskiego bojkotu. 
Cztery lata później obaj przybyli na regaty olimpijskie w 1984 roku na Long Beach, ale nie zdobyli medalu, zajmując niższe miejsce. 

### Po karierze sportowej
Diesch pracował przez wiele lat jako dentysta we Friedrichshafen. Przez 12 lat był prezesem klubu jachtowego Württemberg, w którym szkolił jego kuzyn, jego brat i on sam. 18 marca 2016 r. zrezygnował ze stanowiska prezesa klubu na rzecz Oswalda Freivogela i został honorowym przewodniczącym stowarzyszenia.
Był, wraz ze swoim bratem Jörgiem Dieschem, nagrodzony Srebrnym Liściem Laurowym.